# Meistriliiga (2000)
Meistriliiga 2000 była 10. edycją najwyższej klasy rozgrywkowej piłki nożnej w Estonii.
Brało w niej udział 8 drużyn, które w okresie od 1 kwietnia do 29 października 2000 rozegrały 28 kolejek meczów. Levadia Maardu zdobyła drugi tytuł z rzędu i drugi w swojej historii.

## Uczestniczące drużyny
| Uczestnicy poprzedniej edycji | Uczestnicy poprzedniej edycji | Uczestnicy poprzedniej edycji | Uczestnicy poprzedniej edycji |
| --- | ----------------------------- | ----------------------------- | ----------------------------- |
| LMA | Maardu FC Levadia             | Tallinn                       | 1                             |
| VTU | Viljandi Tulevik              | Viljandi                      | 2                             |
| FLO | Flora Tallinn                 | Tallinn                       | 3                             |
| NVA | JK Narva Trans                | Narwa                         | 4                             |
| TVM | Tallinna FC TVMK              | Tallinn                       | 5                             |
| LAN | Tallinna FC Lantana           | Tallinn                       | 6                             |
| po barażach |                               |                               |                               |
| LEL | Lelle SK                      | Tallinn                       | 7                             |
| Awans z Esiliigi |                               |                               |                               |
| KUR | FC Kuressaare                 | Kuressaare                    | 1                             |
| |                               |                               |                               |
| LKJ | Kohtla-Järve FC Lootus        | Kohtla-Järve                  | 2                             |
| VAL | FC Valga                      | Valga                         | 4                             |
| Oznaczenia: - kolumna pierwsza – skróty nazw drużyn, - kolumna trzecia – siedziba klubu, - kolumna czwarta – miejsce zajęte w poprzednim sezonie. |                               |                               |                               |

## Tabela
| Lp. | Drużyna             | M  | Z  | R | P  | B+ | B– | +/– | Pkt | Kwalifikacja lub spadek                     |
| --- | ------------------- | -- | -- | - | -- | -- | -- | --- | --- | ------------------------------------------- |
| 1   | Levadia Maardu (M)  | 28 | 23 | 5 | 0  | 88 | 20 | +68 | 74  | Liga Mistrzów UEFA • I runda kwalifikacyjna |
| 2   | Flora Tallinn       | 28 | 16 | 7 | 5  | 51 | 25 | +26 | 55  | Puchar Europy UEFA • runda kwalifikacyjna   |
| 3   | TVMK Tallinn        | 28 | 14 | 6 | 8  | 54 | 29 | +25 | 48  | Puchar Intertoto UEFA (2001)                |
| 4   | Viljandi Tulevik    | 28 | 12 | 9 | 7  | 45 | 34 | +11 | 45  |                                             |
| 5   | Narva Trans (P)     | 28 | 12 | 7 | 9  | 64 | 40 | +24 | 43  | Puchar Europy UEFA • runda kwalifikacyjna   |
| 6   | Lootus Kohtla-Järve | 28 | 6  | 4 | 18 | 26 | 54 | −28 | 22  |                                             |
| 7   | Kuressaare (B)      | 28 | 5  | 4 | 19 | 25 | 68 | −43 | 19  | [ i ]                                       |
| 8   | Valga (S)           | 28 | 2  | 2 | 24 | 11 | 94 | −83 | 8   | spadek do Esiliiga                          |

1. ↑  Kuressaare przyznano wygraną w barażu po tym, jak Pärnu JK Tervis druga drużyna Esiliiga wycofała się z powodu braku zawodników grających w reprezentacji Estonii U-18.

## Wyniki
| Gospodarz \ Gość    | FLO | KUR | LMA | LOO | NAR | TUL | TVM | VAL | FLO | KUR | LMA | LOO | NAR | TUL | TVM | VAL |
| ------------------- | --- | --- | --- | --- | --- | --- | --- | --- | --- | --- | --- | --- | --- | --- | --- | --- |
| Flora Tallinn       |     | 1–0 | 2–3 | 5–0 | 0–1 | 2–1 | 3–1 | 4–0 |     | 3–0 | 1–2 | 1–0 | 2–0 | 2–2 | 2–2 | 3–0 |
| Kuressaare          | 2–3 |     | 1–5 | 0–2 | 0–2 | 1–5 | 1–6 | 2–0 | 0–1 |     | 0–4 | 1–1 | 2–4 | 0–0 | 1–3 | 2–0 |
| Levadia Maardu      | 1–1 | 3–0 |     | 2–1 | 1–0 | 1–1 | 1–0 | 4–0 | 3–1 | 8–1 |     | 6–0 | 2–2 | 1–1 | 2–1 | 8–0 |
| Lootus Kohtla-Järve | 1–3 | 1–1 | 0–3 |     | 0–2 | 0–1 | 0–1 | 4–0 | 0–1 | 0–2 | 0–1 |     | 3–2 | 1–4 | 0–0 | 2–0 |
| Narva Trans         | 1–1 | 4–0 | 2–3 | 2–2 |     | 3–0 | 0–3 | 9–0 | 1–2 | 1–1 | 2–2 | 2–3 |     | 4–1 | 0–3 | 6–0 |
| Viljandi Tulevik    | 0–0 | 3–1 | 1–2 | 1–0 | 2–3 |     | 0–0 | 0–0 | 0–0 | 1–0 | 1–4 | 2–1 | 4–3 |     | 2–2 | 5–0 |
| TVMK Tallinn        | 2–2 | 1–2 | 1–2 | 5–0 | 1–2 | 1–2 |     | 2–0 | 2–0 | 2–0 | 0–3 | 3–0 | 0–2 | 3–1 |     | 6–2 |
| Valga               | 0–3 | 3–0 | 0–6 | 1–4 | 1–1 | 0–2 | 0–1 |     | 0–2 | 1–4 | 0–5 | 2–0 | 1–5 | 0–2 | 0–2 |     |

## Najlepsi strzelcy
| Bramki | Strzelcy         | Drużyna          |
| ------ | ---------------- | ---------------- |
| 24     | Egidijus Juška   | TVMK Tallinn     |
| 24     | Toomas Krõm      | Levadia Maardu   |
| 23     | Maksim Gruznov   | Narva Trans      |
| 13     | Indro Olumets    | Levadia Maardu   |
| 13     | Vitālijs Teplovs | TVMK Tallinn     |
| 12     | Marius Dovydėnas | Viljandi Tulevik |
| 11     | Sergei Bragin    | Levadia Maardu   |
| 10     | Dmitri Lipartov  | Narva Trans      |
| 10     | Meelis Rooba     | Flora Tallinn    |
| 9      | Dmitri Ustritski | Viljandi Tulevik |

Źródło:

## Stadiony
| Flora Tallinn      |
| ------------------ |
| Lilleküla staadion |
|                    |

| Lootus Kohtla-Järve       |
| ------------------------- |
| Kohtla-Järve Spordikeskus |
|                           |

| TVMK Tallinn             |
| ------------------------ |
| Stadion Centralny Kalevi |
|                          |

| Kuressaare               |
| ------------------------ |
| Kuressaare linnastaadion |
|                          |

| Levadia Maardu   |
| ---------------- |
| Stadion Kadriorg |
|                  |

| Narva Trans               |
| ------------------------- |
| Narva Kreenholmi staadion |
|                           |

| Viljandi Tulevik       |
| ---------------------- |
| Viljandi linnastaadion |
|                        |

| Valga             |
| ----------------- |
| Stadion Centralny |
|                   |

Źródło: